# Bahnhof Göppingen

Der Bahnhof Göppingen ist ein Bahnhof an der Filstalbahn. Durch die von dieser Hauptbahn abzweigenden Nebenbahnen Hohenstaufenbahn und Voralbbahn war der Bahnhof bis zu deren Stilllegungen ein Knotenbahnhof.

## Lage
Der Bahnhof befindet sich am südlichen Innenstadtrand von Göppingen. Östlich liegt der große Rangier- und Güterbahnhof, der noch gelegentlich genutzt wird. Westlich folgt der stillgelegte und abgebaute kleinere der beiden Güterbereiche, in dem bis 2012 eine Stückgut-Verladehalle existierte. Außerdem befindet sich dort der Zentrale Omnibusbahnhof (ZOB).

## Geschichte
Die erst 1850 durchgehend eröffnete Filstalbahn erreichte bereits im Jahr 1847 Göppingen, so dass der Bahnhof am 11. Oktober des Jahres in Betrieb gehen konnte.
Am 6. April 1893 wurde die Erweiterung des Empfangsgebäudes genehmigt und diese anschließend entsprechend den Plänen ausgeführt.
Ab 1912 endete die Hohenstaufenbahn von Schwäbisch Gmünd in Göppingen.
1914 bis 1917 wurde der Bahnhof erneut erweitert und umgebaut – unter Berücksichtigung der Hohenstaufenbahn nach Schwäbisch Gmünd und der damals schon projektierten Voralbbahn nach Boll, die 1926 eröffnet wurde. Ab der Streckenelektrifizierung im Jahr 1933 war Göppingen außerdem partiell in den Stuttgarter Vorortverkehr integriert.
Während des Zweiten Weltkrieges befand sich auf dem Bahnhofsvorplatz ein Luftschutzdeckungsgraben für 80 Personen.
Am 27. Mai 1964 wurde nach zweieinhalbjähriger Bauzeit das neue, von Hellmut Kasel geplante Empfangsgebäude eröffnet. Ende der 1960er Jahre entstand eine neue Güterabfertigungshalle, die nach Stilllegung im Sommer 2012 abgebrochen wurde.
Der Personenverkehr nach Schwäbisch Gmünd wurde 1984 eingestellt, nach Boll am 27. Mai 1989. Der Güterverkehr auf dem Reststück Hohenstaufenbahn nach Faurndau Nord und auch auf der Voralbbahn wurde 1994 eingestellt und beide Strecken anschließend stillgelegt. Die ersten 1,6 Streckenkilometer der Voralbbahn werden als Anschlussgleis von der Gleisbaufirma Leonhard Weiss genutzt.

## Infrastruktur

### Empfangsgebäude
Im Empfangsgebäude des Bahnhofs befinden sich ein Fast-Food-Imbiss, eine Bäckerei und eine Buchhandlung. Schließfächer sind ebenfalls vorhanden. Die frühere Gepäck- und Expressguthalle wird heute nicht mehr genutzt; dort befindet sich seit 2013 ein von der Stadt betriebenes Fahrradparkhaus und eine E-Bike-Station. Im Juni 2022 wurde ein Kundenzentrum des Verkehrs- und Tarifverbunds Stuttgart eröffnet, in das auch das bisherige Reisezentrum integriert wurde.

### Bahnsteige und Bahnsteiggleise
Der Bahnhof besitzt sieben Bahnsteiggleise (Gleise 1 bis 7), die meisten Züge nutzen jedoch die Gleise 4 (in Richtung Stuttgart) und 6 (in Richtung Ulm). Lediglich einzelne Züge verkehren bei planmäßigen Überholungen über die Gleise 1 und 7, von Gleis 5 verkehrt täglich ein Nachtzug nach Wien, Budapest, Venedig und Rijeka. Die Gleise 2 und 3 werden gar nicht von Regelzügen genutzt.
Gleis 1 diente bis 1986 dem Verkehr der stillgelegten Hohenstaufenbahn nach Schwäbisch Gmünd, Gleis 7 diente einigen Zügen der stillgelegten Voralbbahn nach Boll. Darüber hinaus endete bis Oktober 2014 an der östlichen Seite des Bahnsteiges für die Gleise 6 und 7 ein weiteres Gleis mit der Nummer 13; dort fuhren die meisten Züge der Voralbbahn ab. Gleis 13 wurde im Oktober 2014 abgebaut.
Im August 2021 wurden Gleise und Weichen im Bahnhof erneuert.
Im Mai 2022 wurden Planungsleistungen für den Umbau der Verkehrsstation, einschließlich dem barrierefreien Umbau aller Bahnsteige, ausgeschrieben. Hierbei ist vorgesehen alle vorhandenen Bahnsteige auf eine Höhe von 76 cm umzubauen. Der Bahnsteig 1 soll auf eine Länge von 280 m neu gebaut werden, die Bahnsteige 4/5 und 6/7 sollen auf einer Länge von 325 m neu gebaut werden. Eine zukünftige Reaktivierung des ehemaligen Stumpfgleises 13 am östlichen Ende des Bahnsteigs 6/7 soll möglich bleiben. Die Bahnsteige 2/3 werden auf einer Länge von mindestens 210 m neu gebaut. Diese Länge entspricht einem Langzug der S-Bahn Stuttgart oder einer Doppeltraktion der neuen Doppelstock-Triebzüge vom Typ Alstom Coradia Max. Der Bahnsteig 2/3 wird dabei auch erstmals einen Anschluss an den Bahnhofssteg per Treppe und Aufzug erhalten.

### Rangierbahnhof und Containerbahnhof

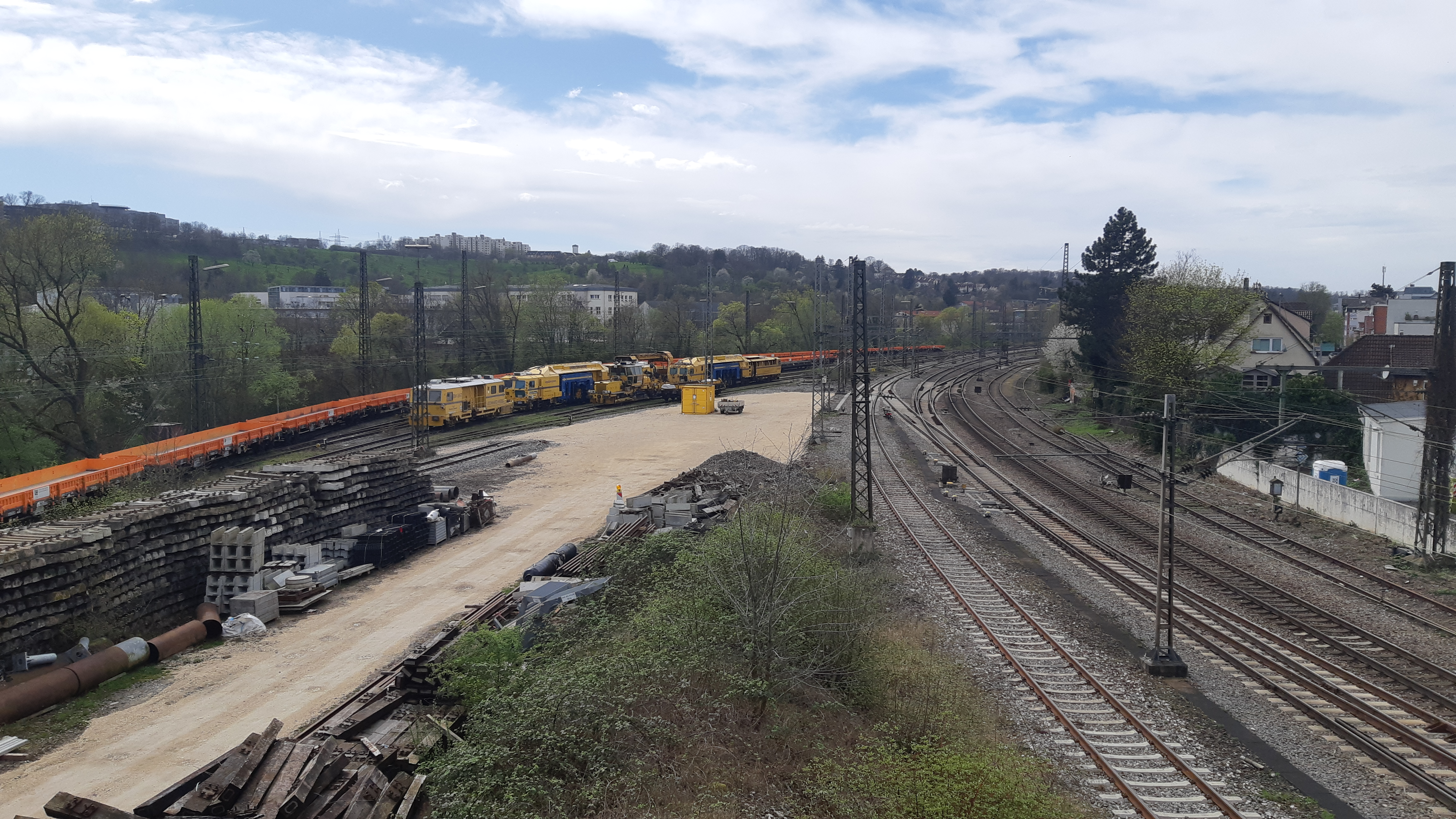
Rangierbahnhof

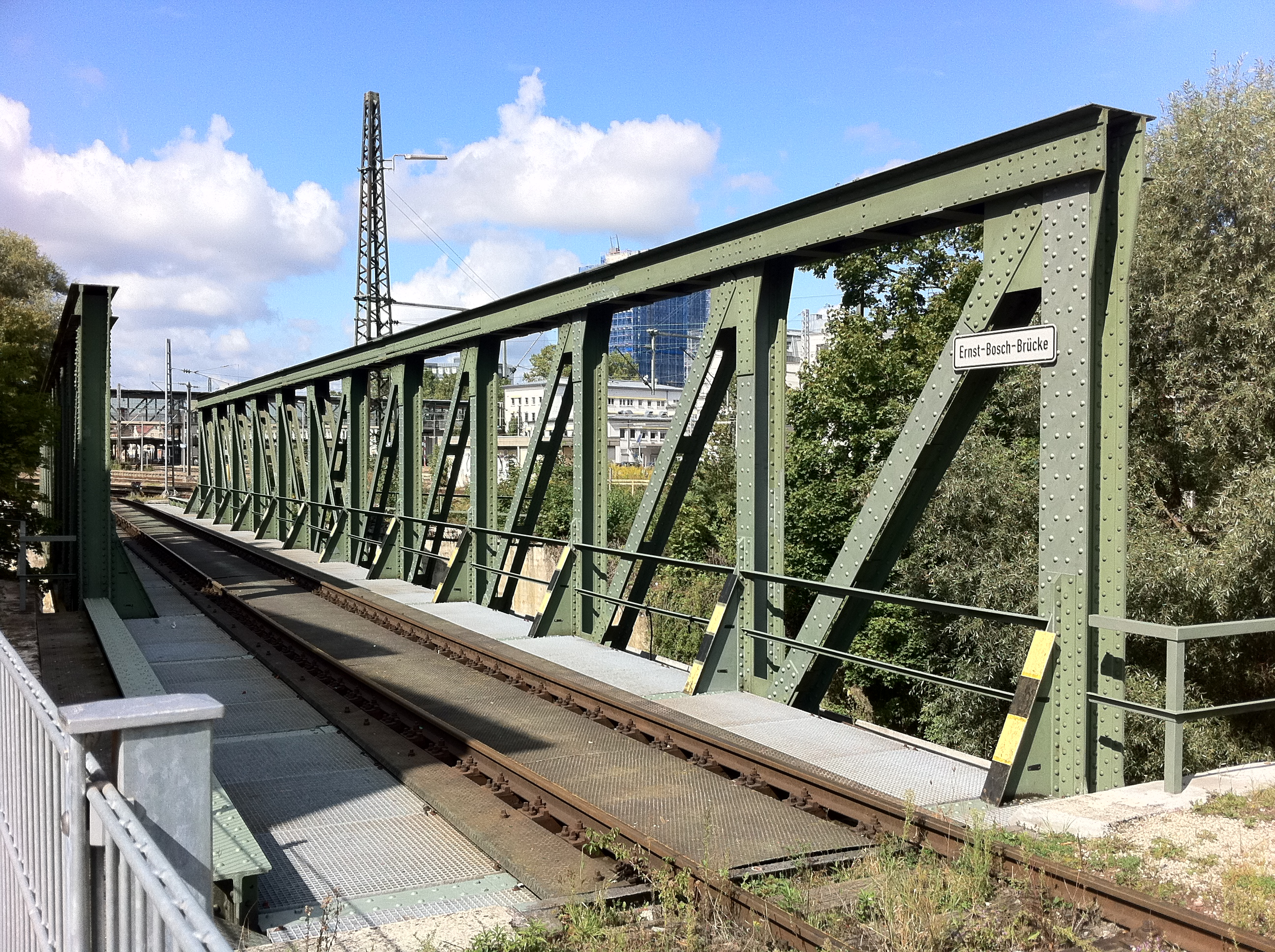
Brücke zum ehemaligen Containerbahnhof (heute Schrottplatz)

Die ausgedehnte Rangiergleisanlage, deren Gleisanzahl reduziert wurde, wird heute nur noch von dem in der Nähe des Bahnhofs ansässigen Unternehmen Leonhard Weiss genutzt. Alle anderen vom Bahnhof ausgehenden Industrieanschlussgleise sind stillgelegt. Ebenso wurde der erst in den 1970er Jahren auf der anderen Seite der Fils als eine der modernsten Anlagen seiner Art neu errichtete Containerbahnhof Mitte der 1990er Jahre stillgelegt. Das Zufahrtsgleis über die Ernst-Bosch-Brücke dient heute der Bahnanbindung des auf diesem Gelände ansässigen Schrottplatzes.

### Stellwerk

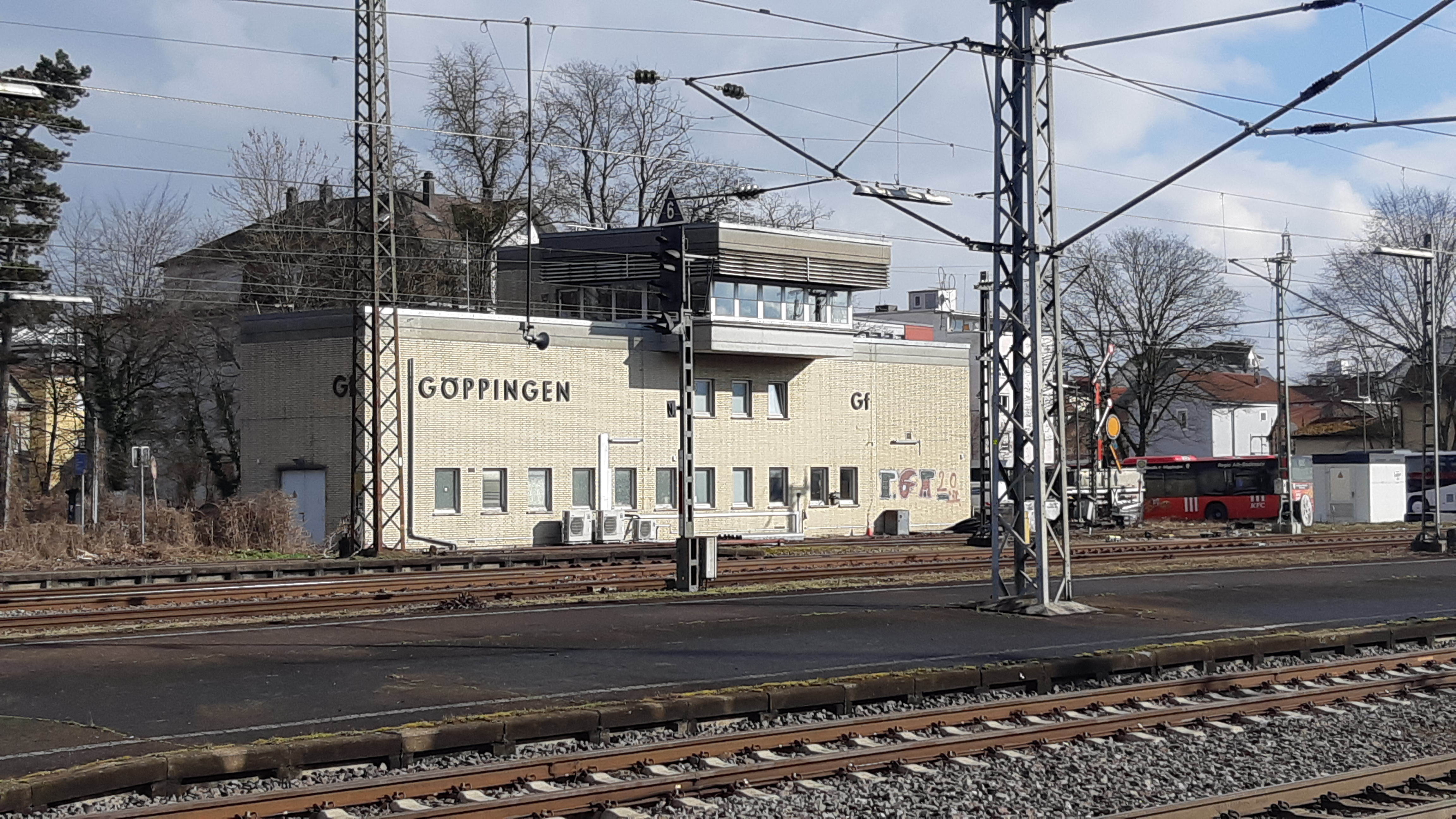
Stellwerk

Der Bahnhof wird von einem örtlichen Fahrdienstleiter über ein 1969 in Betrieb genommenes Stellwerk der Bauform Sp Dr L30 gesteuert. Die Signalisierung erfolgt über H/V-Signale.
Der Bahnhof ist Teil des Digitalen Knotens Stuttgart (Baustein 3, Planbereich 3), die Ausrüstung jedoch aus finanziellen Gründen zurückgestellt.

### Fußgängersteg

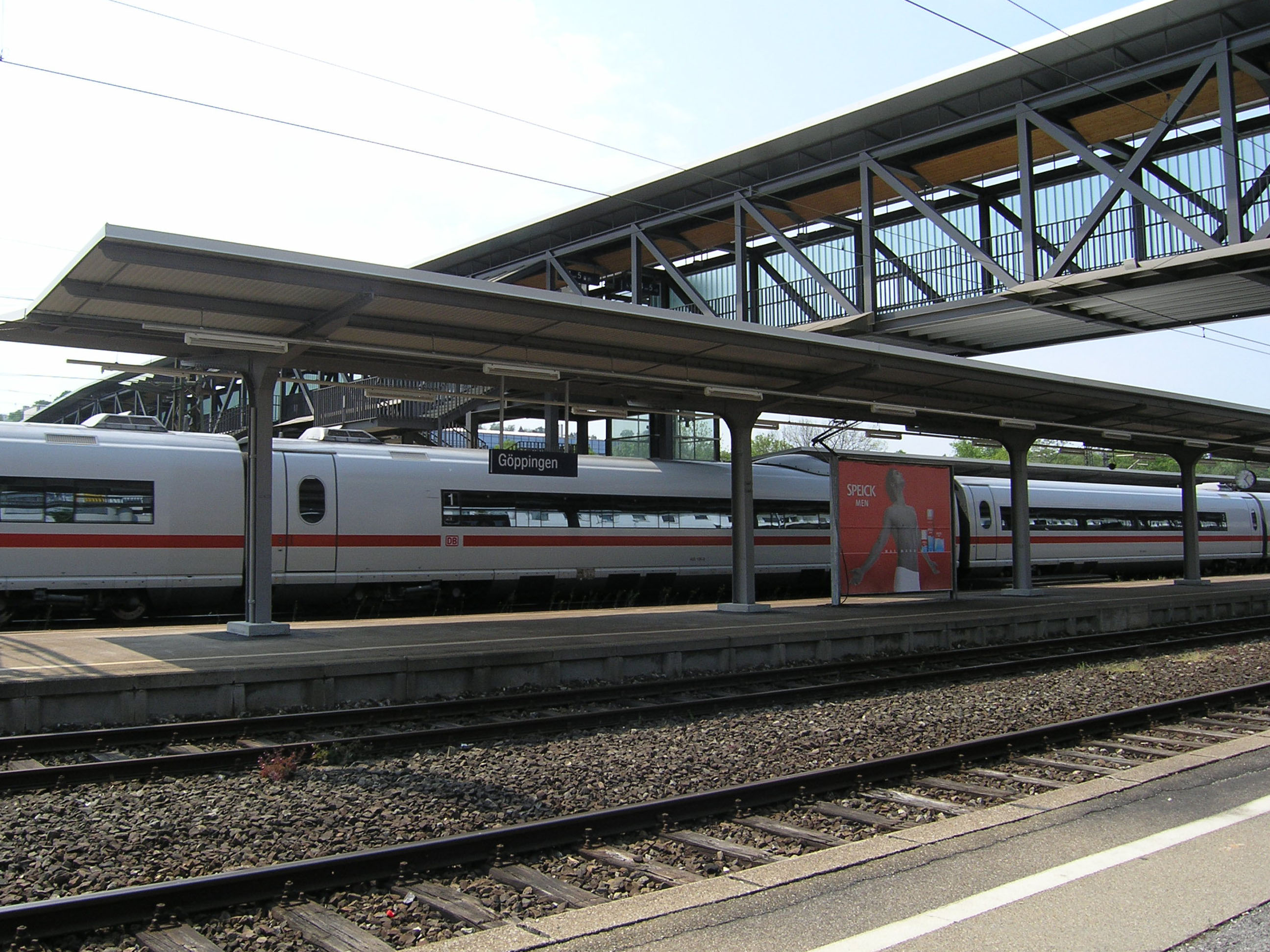
Fußgängersteg

Im Jahr 2003 wurde ein neuer Fußgängersteg eröffnet, der den Bahnhof barrierefrei mit den Bahnsteigen der Gleise 1, 4/5 und 6/7 und der jenseits der Fils liegenden Jahnstraße verbindet.

## Zugverkehr
Am Bahnhof Göppingen halten täglich etwa 120 Züge.

### Fernverkehr
Mit dem Fahrplanwechsel im Dezember 2022 hat Göppingen durch die Inbetriebnahme der Neubaustrecke Wendlingen–Ulm den Großteil seines Fernverkehrsangebots verloren. Es verkehrt nur noch ein tägliches Nachtzugpaar von Stuttgart nach Venedig und zurück mit Kurswagen nach Zagreb, Rijeka und Budapest. 
| Nummer            | Zugname         | Zuglauf                                | Zuglauf                                | Zuglauf                                | Zuglauf                                        | Betreiber    |
| ----------------- | --------------- | -------------------------------------- | -------------------------------------- | -------------------------------------- | ---------------------------------------------- | ------------ |
| EN 50462 EN 50237 | Kálmán Imre     | Budapest-Keleti – Győr – Wien – Linz – | Budapest-Keleti – Győr – Wien – Linz – | Budapest-Keleti – Győr – Wien – Linz – | Salzburg – München Ost – Göppingen – Stuttgart | MÁV          |
| NJ 236 NJ 237     |                 | Venedig –                              | Venedig –                              | Villach                                | Salzburg – München Ost – Göppingen – Stuttgart | ÖBB Nightjet |
| EN 480 EN 60237   | Opatija         | Rijeka –                               | Ljubljana –                            | Villach                                | Salzburg – München Ost – Göppingen – Stuttgart | HŽPP         |
| EN 414 EN 40237   | Lisinski / Sava | Zagreb –                               | Ljubljana –                            | Villach                                | Salzburg – München Ost – Göppingen – Stuttgart | HŽPP         |

Diese täglichen Zugteile werden in Österreich zusammengeführt und verkehren bis/ab Stuttgart vereinigt.

### Regionalverkehr
Göppingen ist Zwischenstation der im Stundentakt von Stuttgart nach Friedrichshafen verkehrenden Regional-Express-Züge. Weiterhin halten Metropolexpress-Züge.
| Linie                    | Verlauf | Frequenz                                        | Betreiber                  |
| ------------------------ | --- | ----------------------------------------------- | -------------------------- |
| RE 5                     | Stuttgart – Esslingen (Neckar) – Plochingen – Göppingen – Geislingen (Steige) – Ulm – Aulendorf – Friedrichshafen | stündlich                                       | DB Regio Baden-Württemberg |
| MEX 16                   | Stuttgart – Esslingen (Neckar) – Plochingen – Ebersbach – Göppingen – Süßen – Geislingen (Steige) – Ulm           | halbstündlich bis Geislingen, stündlich bis Ulm | Arverio Baden-Württemberg  |
| Stand: 15. Dezember 2024 | |                                                 |                            |

## Sonstiges
Beim regelmäßig stattfindenden Modellbahntreff des Modellbahnherstellers Märklin finden auch am Bahnhof Göppingen zahlreiche Veranstaltungen statt, unter anderem eine Ausstellung historischer Lokomotiven, die Ankunft von Sonderfahrten aus dem gesamten Bundesgebiet, Dampfzug-Pendelfahrten und Führerstandsmitfahrten.
Märklin brachte im Jahr 1972 ein Modell des Empfangsgebäudes sowie des Stellwerks in der Nenngröße Z heraus.